# Coyolxauhqui

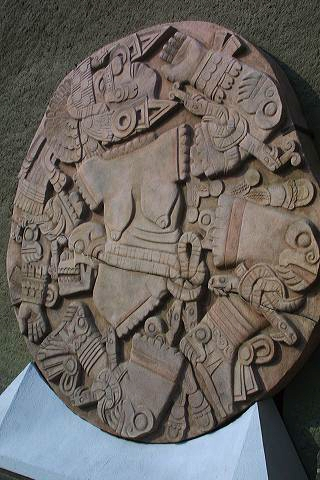
Relieve de Coyolxauhqui descuartizada por su hermano, encontrado en el Templo Mayor.

Coyolxauhqui (del náhuatl: coyolxauhqui ‘la adornada de cascabeles’‘coyolli, cascabel; xauhqui, que adorna’) es una deidad mexica, quien se considera es la representación de la luna, sin embargo, dado que no presenta ningún signo o glifo lunar, se ha propuesto que representa otro tipo de cuerpo celeste.
En la mitología nahua, Coyolxauhqui era hija de la diosa madre Coatlicue y hermana y líder de los dioses de estrellas Centzon Huitznáhuac. Cuando Coatlicue quedó embarazada de Huitzilopochtli, Coyolxauhqui y sus hermanos intentaban matar a su madre al considerarlo deshonroso, por lo que Huitzilopochtli la descuartizó y despeñó su cuerpo a través de la ladera del cerro de Coatépec.

## El mito

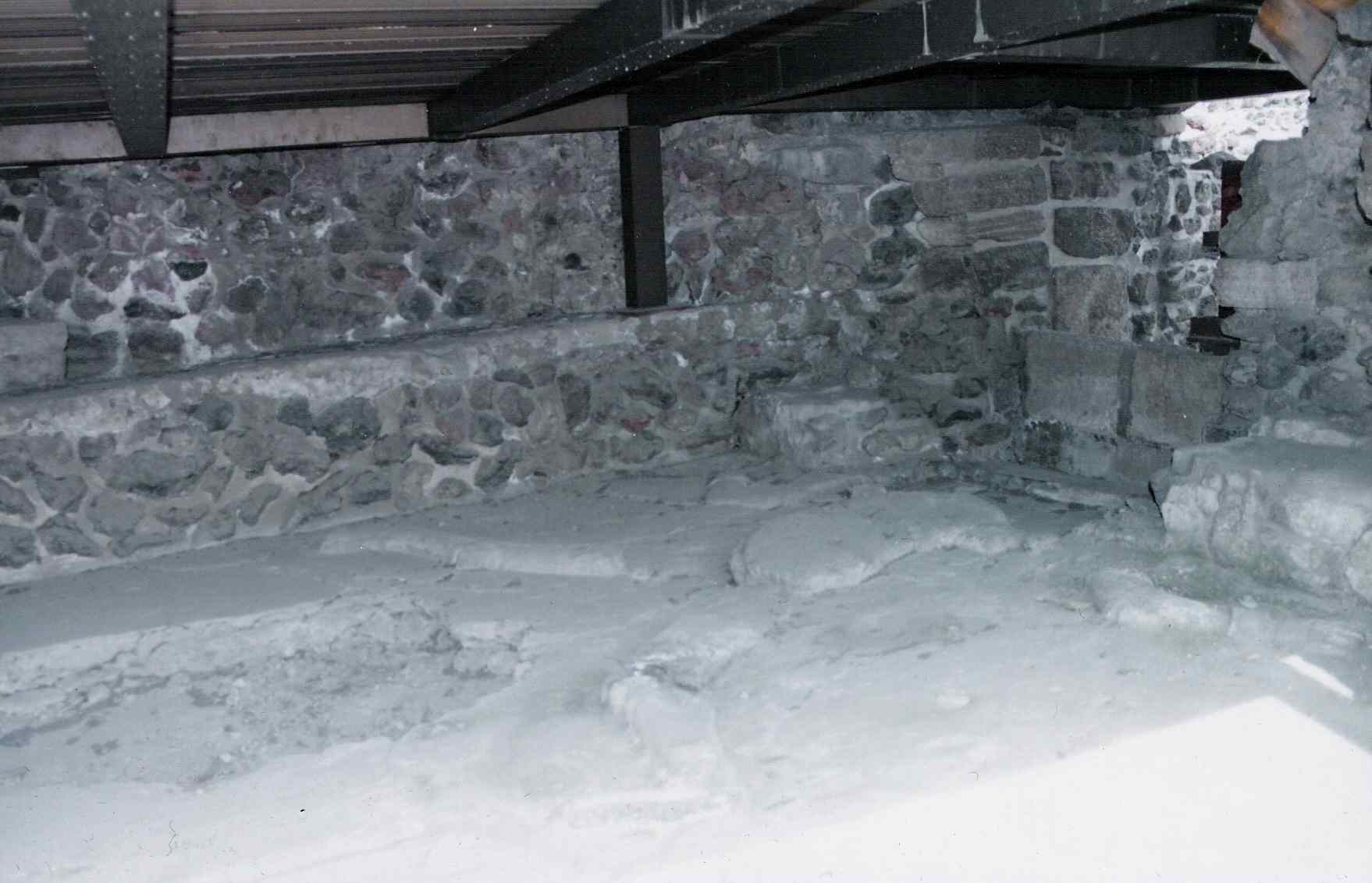
Fotografía del lugar donde se encontró el relieve. En la imagen, relieve de una escultura más antigua

El mito sobre el nacimiento de Huitzilopochtli, narra que Coyolxauhqui, furiosa al sospechar que su madre, Coatlicue, estaba embarazada de un desconocido (la cual en realidad fue embarazada por una bola de plumas que cayó desde el cielo y guardó en su vientre), guio a sus hermanos (los cuatrocientos surianos) hacia Coatepec, donde se encontraba su progenitora, para matarla, y así redimir la ofensa.
Al llegar los hijos a Coatepec, Coatlicue dio a luz a Huitzilopochtli, quien vestido de guerrero y armado, nació listo para defender a su madre.
El dios venció a sus hermanos, decapitó a su hermana, mandó su cabeza al cielo para que su madre pudiera verla cada noche y arrojó su cuerpo montaña abajo, por lo que este quedó desmembrado. 
Así fue como Coyolxauhqui se convirtió en la representación de la Luna y sus hermanos pasaron a representar a la estrellas; así como el propio Huitzilopochtli se convirtió en una representación del Sol, que cada día vence a la Luna.

## Monolito de Coyolxauhqui
Se trata de un monolito de cantera, de 320 centímetros (cm) de diámetro, con forma de escudo, y se piensa que por la forma redonda de la piedra, similar a la luna llena, esta encarna a la diosa lunar. 
En la gran piedra se observa a la diosa descuartizada, con la cabeza, brazos y piernas separadas alrededor de su torso. En ella se distinguen pequeñas bolas de plumas de águila en el cabello, un símbolo en forma de campana sobre su mejilla, y una pestaña, con el símbolo mexica para año, en su oreja. Como en las imágenes de su madre, se le muestra con unos cráneos atados a su cinturón. 
Los estudiosos también opinan que la decapitación y el desmembramiento de Coyolxauhqui se reflejan en el patrón de los sacrificios rituales de los guerreros. Estos constaban, en primer lugar, en extraer los corazones de los cautivos del pecho. En segunda, en ser decapitados y desmembrados. Finalmente, en que sus cuerpos eran arrojados desde el templo, por las escalinatas de la pirámide, quizás sobre la gran piedra de Coyolxauhqui.
Su ubicación original recrea el mito, pues se situaba en la parte frontal del Templo Mayor, en el edificio dedicado a Huitzilopochtli, de la antigua Tenochtitlan, igual que en el cerro de Coatepec.

### Descubrimiento
El monolito de la Coyolxauhqui fue encontrado en la base de las escaleras del  Templo Mayor en febrero de 1978, mientras trabajadores de la Compañía de Luz y Fuerza del Centro, dirigidos por el ingeniero Felipe Curcó Bellet, realizaban excavaciones para el cableado subterráneo. 

Arqueólogos trabajando tras el descubrimiento del monolito, 1989.

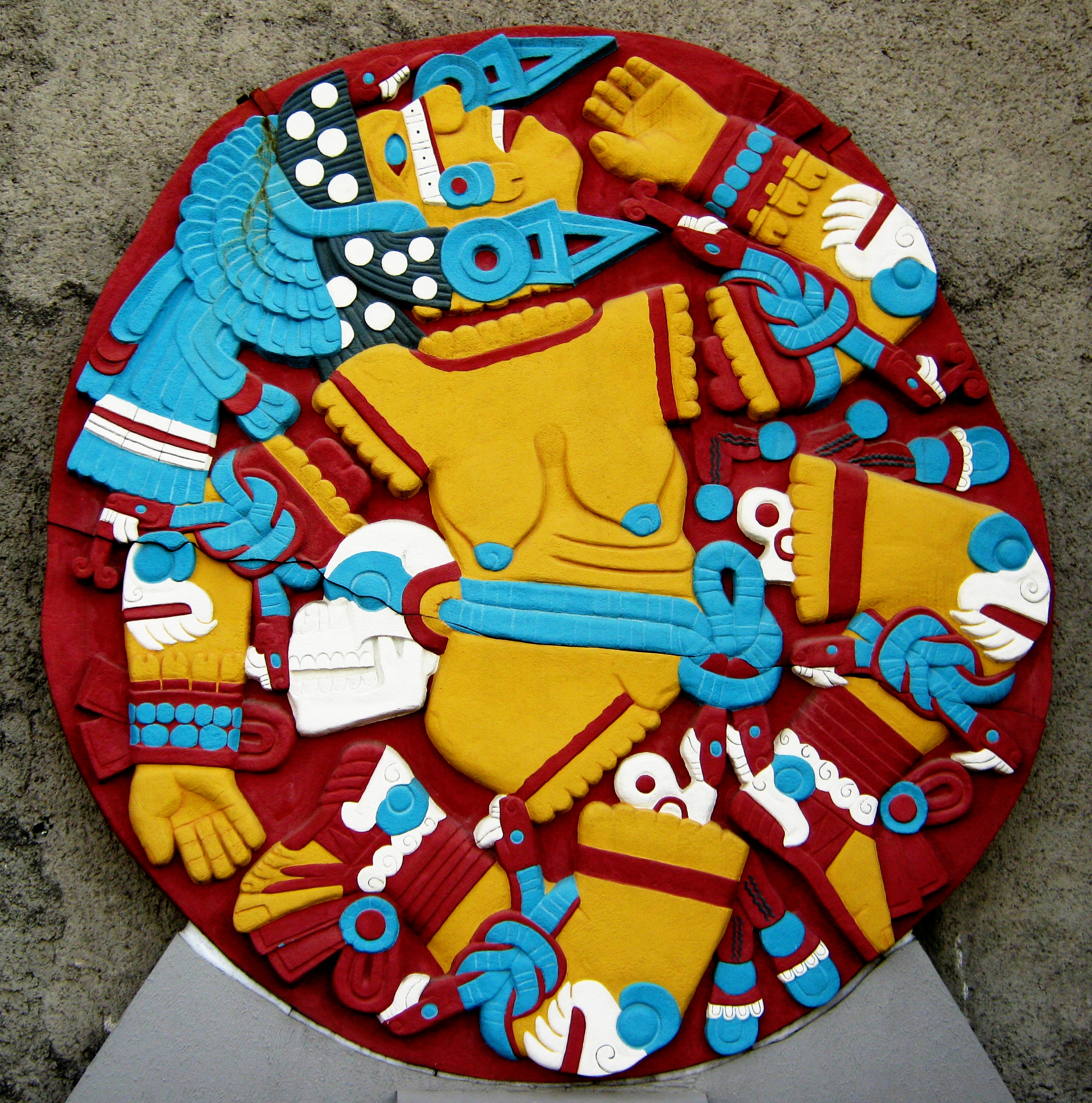
Coloración del monolito original, determinada a partir de rastros químicos de pigmentos.

Este descubrimiento dio pie a que se ampliaran las investigaciones arqueológicas de las ruinas del Templo Mayor, mismas que continúan hasta la actualidad. 
Se cree que su ubicación original recreaba el mito, pues se situaba en la parte inferior del edificio dedicado a Huitzilopochtli, en la parte frontal del Templo Mayor, del antiguo Tenochtitlán, representando así su asesinato en el cerro de Coatepec. 
La escultura de su madre, Coatlicue, fue encontrada en el año de 1790 al cambiar el empedrado de la Plaza Mayor, más o menos por la época en que fue hallada la Piedra del Sol o Calendario Azteca. 
Se encuentra exhibida en el museo, en el actual centro histórico de la Ciudad de México.